# 阿陀斯 (亞利桑那州)
阿陀斯（英語：Athos）是位於美國亞利桑那州莫哈維縣的一個非建制地區。該地的面積和人口皆未知。

## 地理
阿陀斯的座標為34°57′00″N 114°08′22″W / 34.95000°N 114.13944°W，而該地的平均海拔高度為654米（即2146英尺）。